# Буњинс (Удине)
Буњинс је насеље у Италији у округу Удине, региону Фурланија-Јулијска крајина.
Према процени из 2011. у насељу је живело 118 становника. Насеље се налази на надморској висини од 25 м.